# Halle-Silberhöhe

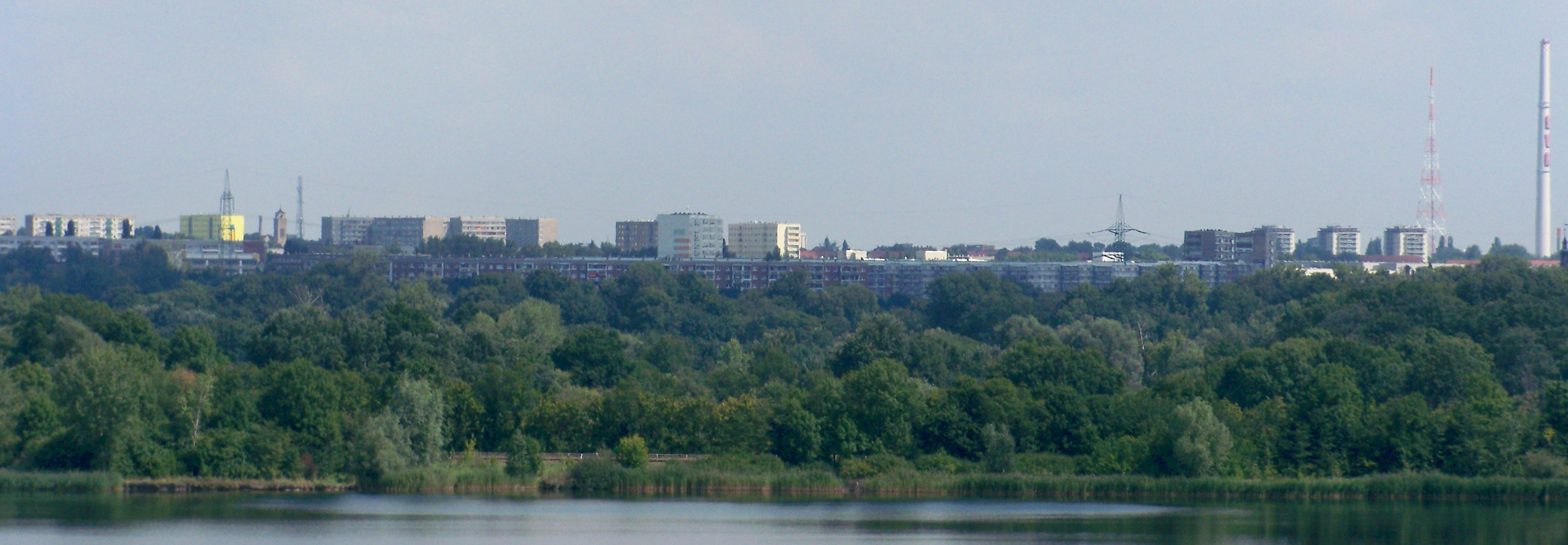
Blick über den Rattmannsdorfer See auf die Silberhöhe nach dem Abriss von Dutzenden Hochhäusern

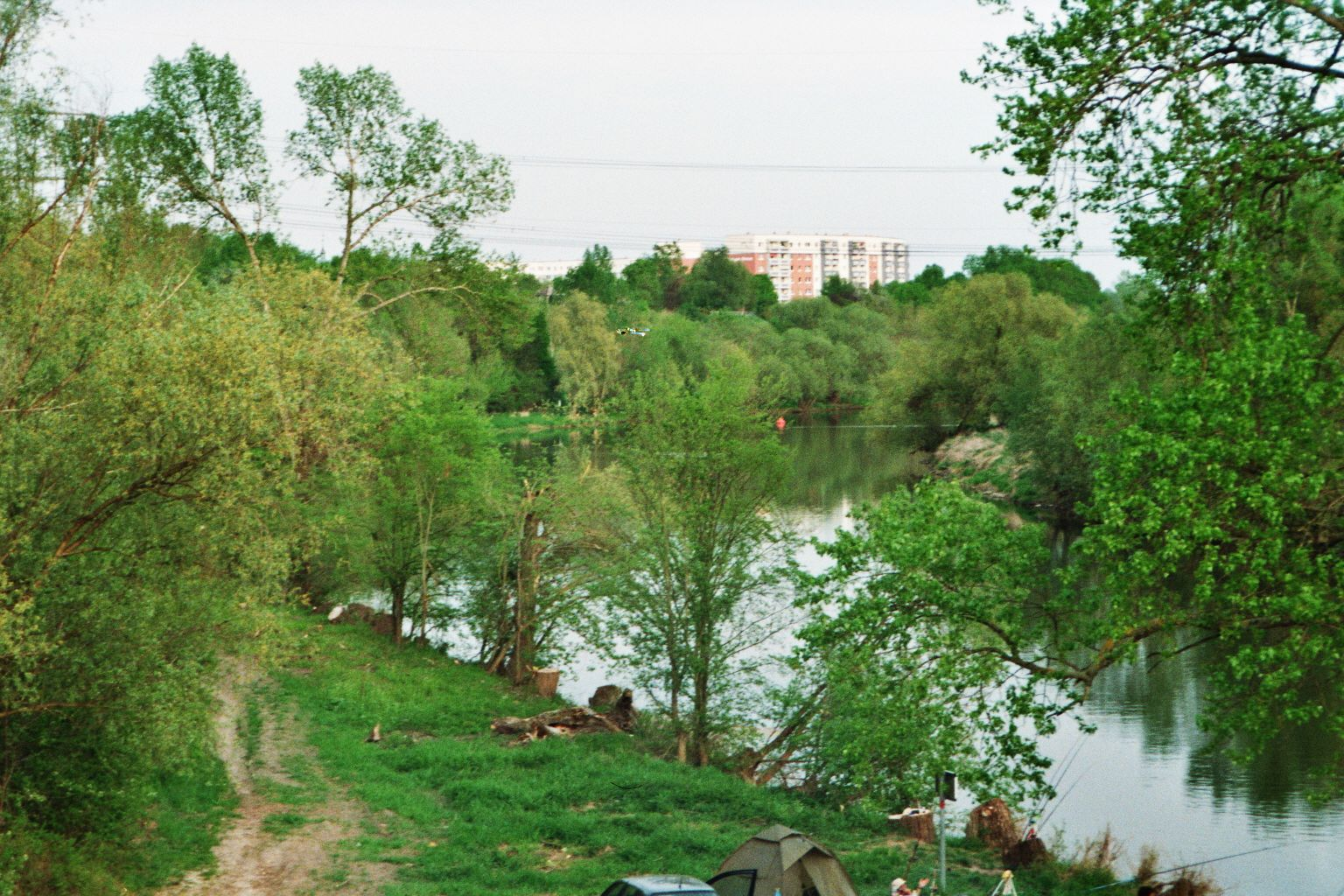
Mündung der Weißen Elster in die Saale unterhalb der Silberhöhe

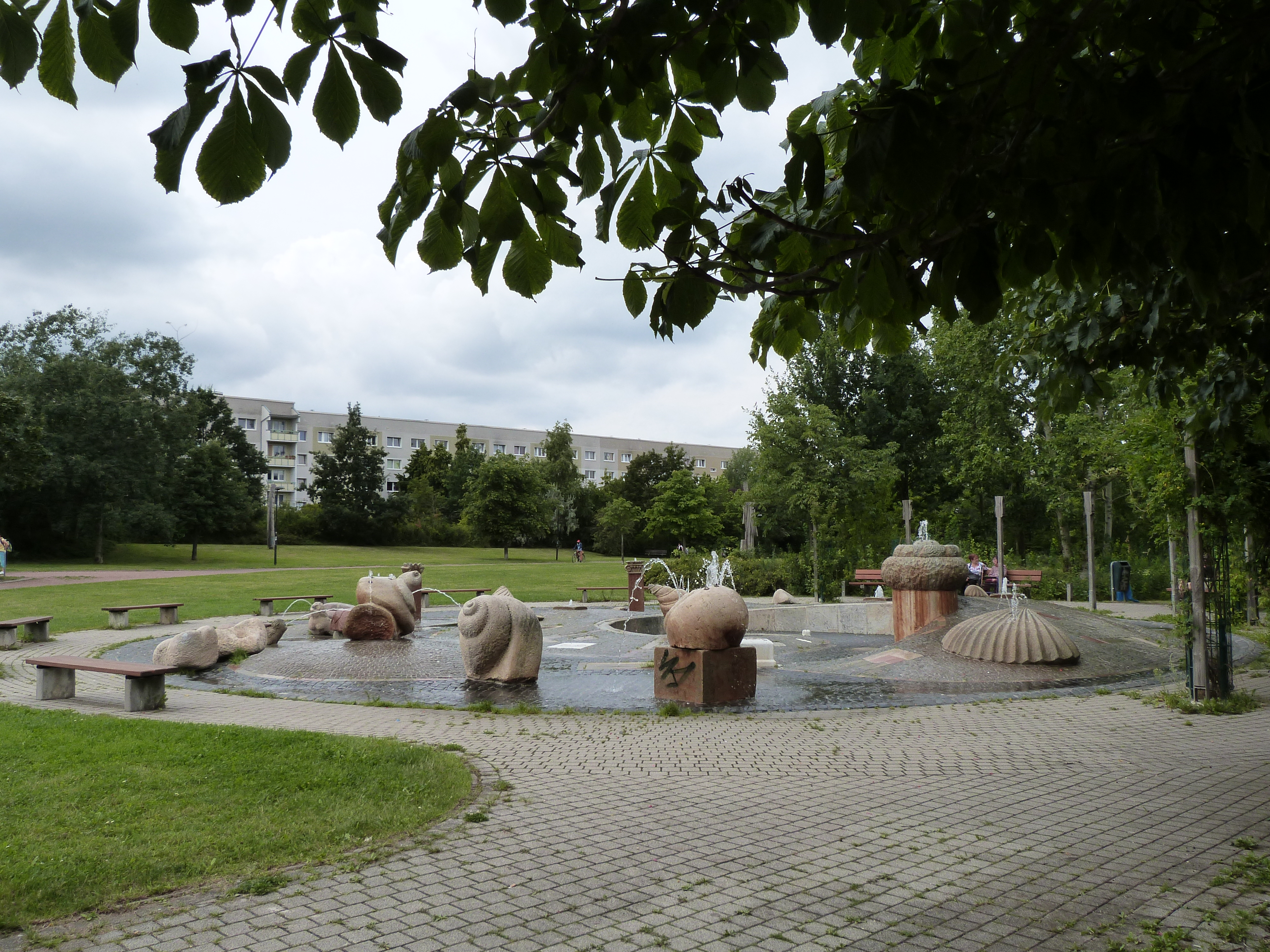
Wasserspielplatz

Die Silberhöhe ist ein Stadtteil im Stadtbezirk Süd von Halle (Saale). Der eigenständige, wenig mit dem übrigen Stadtgebiet verbundene Stadtteil ist geprägt von Plattenbauten, die dort ab dem Ende der 1970er Jahre errichtet wurden, um den Wohnbedarf der Beschäftigten der Großbetriebe, insbesondere der Chemieindustrie (z. B. die Kombinate BUNA und LEUNA), zu decken. Am Südrand des Stadtteils befindet sich die Mündung der Weißen Elster in die Saale.

## Entstehung
Baubeginn war im Jahr 1979. 1982 wurde die Silberhöhe an das Straßenbahnnetz der VEB Verkehrsbetriebe Halle (seit 16. Juni 1990 Hallesche Verkehrs-AG) angeschlossen. Die Silberhöhe ist in Wohnkomplexe bzw. Bauabschnitte unterteilt. Die höchsten Gebäude waren zwei 21-geschossige Punkthochhäuser, die inzwischen wieder abgerissen wurden. Im Gegensatz zur Planung für Halle-Neustadt lag kein städtebauliches Leitbild wie „die sozialistische Stadt“ zu Grunde, vielmehr ging es vorrangig um die Generierung von Wohnraum zur Lösung des Wohnungsmangels in der DDR.

## Stadtumbau
Zum Zeitpunkt der Wiedervereinigung lebten im Stadtteil Silberhöhe 39.000 Menschen in ca. 14.550 Wohnungen. 2008 lebten dort jedoch nur noch knapp 14.000 Menschen, was weniger als 36 % des Standes von 1990 entspricht. Einerseits ging der nach der Wiedervereinigung eingetretene Bevölkerungsrückgang in den neuen Bundesländern auch an Halle nicht spurlos vorüber. Andererseits waren die ehemals begehrten Wohnungen in den Plattenbausiedlungen im Vergleich zu modernisierten Altbauwohnungen unattraktiv geworden. Zudem hatte der Stadtteil Silberhöhe eine überwiegend junge Bevölkerung mit einem Durchschnittsalter, das fünf Jahre unter dem Stadtdurchschnitt lag, so dass der natürliche Wegzug den Bevölkerungsrückgang noch beschleunigte. Prognosen aus den Nullerjahren sagten für 2015 noch etwa 9.600 Einwohner voraus, was bei einer durchschnittlichen Personenanzahl pro Haushalt von 1,95 etwa 5.600 Wohneinheiten entsprochen hätte, die dann noch belegt gewesen wären. Diese Prognosen erwiesen sich allerdings als zu negativ, da Ende 2019 12.432 Menschen in der Silberhöhe lebten und bereits seit 2008 eine deutliche Verflachung des Rückgangs zu beobachten ist (siehe Abschnitt Bevölkerungsentwicklung).
Zudem war im Stadtteil Silberhöhe ein anhaltender Prozess sozialer Segregation zu beobachten. Der Wohnungsleerstand nahm stetig zu. Daher wurde ab dem Jahr 2001 der Rückbau von Wohngebäuden, Schulen und Kindertagesstätten durchgeführt. Insgesamt waren rund ein Drittel der Wohnungen (ca. 4.500) für den Abriss vorgesehen. Von den mehr als 40 Hochhäusern mit über 10 Etagen – darunter zwei Punkthochhäuser mit mehr als 20 Etagen – blieben nur zwei in der Wittenberger Straße, zwei in der Hanoier Straße, eines in der Coimbraer Straße sowie zwei in der Silbertalerstraße erhalten. Zwischen 2001 und 2013 wurden 5.786 Wohneinheiten abgerissen, so dass noch 7.666 Wohneinheiten übrig blieben.
Ein wesentlicher Schritt für die Erneuerung war die ab 1998 erfolgte Einrichtung des Programms „Soziale Stadt“; hierbei gelang es der Stadt Halle, ihre beiden Großwohnsiedlungen in die staatliche Förderung einzubringen und insbesondere bei der Silberhöhe ein engagiertes Erneuerungskonzept zu initiieren. Kulturelle Aufwertung und vor allem der Abriss in großem Stil kennzeichnen nunmehr die Entwicklung dieses in den Vordergrund gerückten Stadtteils. Bereits im Jahre 1999 ist im Zusammenhang mit der Umstrukturierung auf der Silberhöhe das Stadtteilbüro vom Gebietsmanagement und der Stadt Halle (Saale) eingerichtet worden. Es übernimmt eine wichtige Funktion als Bindeglied bei der Vernetzung verschiedener Projekte und Initiativen. Hier finden wechselnde Ausstellungen und Veranstaltungen wie auch zum Kunstprojekt „Spur der Steine“ statt. Inzwischen ist die Silberhöhe durch die bewusste Verknüpfung von Kunst und Abriss als Begriff und Bild überregional bekannt. Neben dem Projekt „Spur der Steine“ ist insbesondere die ausführliche künstlerische Darstellung der Silberhöhe durch Film und Bildsequenzen innerhalb der Ausstellung „Shrinking Cities“ als Beispiel aus der Region Halle-Leipzig zu erwähnen.
Der Stadtteil selbst änderte sein Gesicht grundlegend durch den Abriss der Mehrzahl der Hochhäuser und die starke Veränderung des öffentlichen Raums.  Geplant war, nach einem abgestimmten Konzept eine Rückbauleistung von über 7.200 Wohnungen durch die daran beteiligten sechs Wohnungsunternehmen zu erbringen, was sich aber nicht als notwendig erwies. Bei der Nachnutzung der Flächen orientierte man sich an dem Konzept der „Stadtverwaldung“ von Joseph Beuys. Eine Fläche von 3,6 Hektar sollte aufgeforstet werden. Mit dem Ziel der Renaturierung sollte durch die Anpflanzung von Laubbäumen auf großflächigen Rückbauarealen mitten im bewohnten Quartier ein natürlich wachsender Stadtwald entstehen, wobei aber später das Konzept zugunsten einer Waldstadt abgemildert wurde. Angedacht war es zunächst, zahlreiche Baumarten wie Erle, Spitz- und Bergahorn, Esche und Traubeneiche zu pflanzen und diese mit Haselnuss, Heckenkirsche, Hartriegel, Weißdorn und Wildrose zu ergänzen. Rund 20.000 Bäume sollten systematisch an diesem Standort angesiedelt werden, was fast einem Baum für jeden früheren Bewohner entsprochen hätte. Mit dem Ende des großflächigen Abrisses endeten aber auch die Baumpflanzaktionen. Auch ein angedachter Wald-See wurde nicht umgesetzt.
Anlässlich des 1200-jährigen Stadtjubiläums von Halle im Jahr 2006 wurde im Jahr 2004 ein „Jubiläumshain“ konzipiert, der aus einem Baum für jedes Jahr bestehen sollte. Im September 2020 wurde mit dem Bau des Fußball-Nachwuchsleistungszentrum des Halleschen FC im Nordwesten der Silberhöhe an der Karlsruher Allee begonnen. Es entsteht als Ersatz für die bisherige Anlage auf dem Sandanger, die beim Hochwasser 2013 schwer beschädigt wurde, und soll eine Fläche von 80.000 Quadratmetern ausfüllen.
Derzeit läuft das Entwicklungsprojekt „Silberhöhe 2030“, das die Weiterentwicklung des Stadtteils fördern soll. Der erste Bericht 2020 wertet den Umbau zur Waldstadt als „erfolgreich gestartet“, der Name „Waldtstadt Silberhöhe“ wird vom Quartiersmanagement, Bewohnern und Unternehmen genutzt. Als Hauptprobleme der Silberhöhe werden ein schlechtes Image und die schwache finanzielle Lage vieler Bewohner gesehen, die einen Aufschwung von Einzelhandel und Gastronomie erschweren. Die Quoten von Arbeitslosigkeit und Kinderarmut sind hoch. Hier setzten gezielte Förderung und Modernisierung an, um zum einen die wirtschaftliche Lage der Bewohner zu bessern, zum anderen den Zuzug und die Durchmischung sozialer Gruppen zu erreichen und soziale Segregation zu verringern. Das Waldstadtkonzept beginnt bereits, das Image der Silberhöhe als familienfreundliches und naturnahes Wohngebiet zu verbessern. Investitionen in Kultur- und Sporteinrichtungen sollen diesen Trend weiterführen.

### Entwicklung der Einwohnerzahl
Nachdem die Einwohnerzahl der Silberhöhe in den 1990er Jahren stark zurückgegangen war, setzte sich der Trend bis zum Anfang der 2010er Jahre fort, aber verlangsamte sich bis dahin stark (siehe Diagramm). Seit einigen Jahren stagniert die Einwohnerzahl des Wohngebietes.
Am 31. Dezember 2023 hatte die Silberhöhe insgesamt 12.992 Einwohner, unter ihnen waren 2854 Ausländer. Der Ausländeranteil lag damit bei 21,97 % und über dem halleschen Durchschnitt von 14,42 %. Noch Ende 2015 lag der Ausländeranteil in der Silberhöhe bei 7,4 % und war bereits damals für hallesche Verhältnisse (5,2 %) leicht überdurchschnittlich.
Quelle:
- Bevölkerung der Stadt Halle (Saale) 1992–1997,[11]
- Halle in Zahlen, offizielle Statistik der Stadt Halle (Saale) aus den Jahren 2000 bis 2021.[12]

## Medien und Kunst

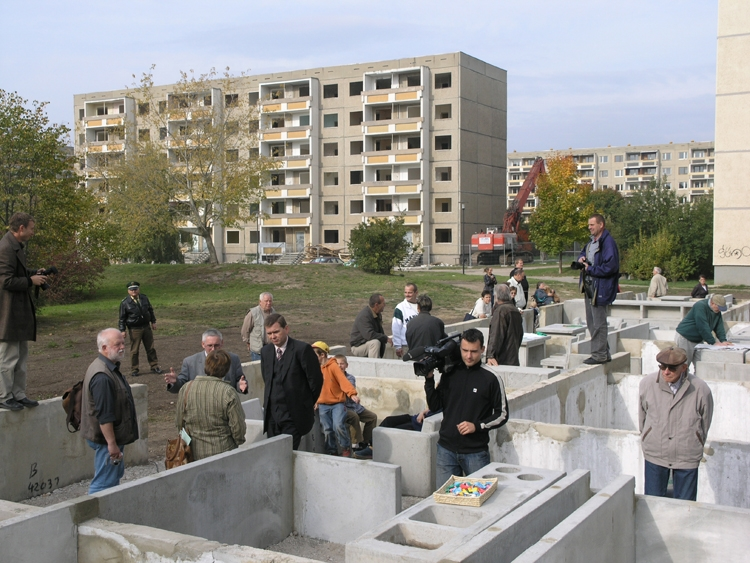
GRABUNGSSTAEDTE 2005

Die Silberhöhe war unter anderem Thema eines niederländischen Dokumentarfilms von Britta Hosman (2005, 30 Minuten) sowie eines Kurzfilms von Clemens von Wedemeyer (2003, 10 Minuten).
Die Künstlerin Dagmar Schmidt bildete in den Grundmauern eines abgerissenen Wohnblocks die Lebenswelt in den umgebenden Bauten am ausgehenden 20. Jahrhundert nach. Das Mobiliar in dem mit „GRABUNGSSTAEDTE“ bezeichneten Kunstwerk ist ebenfalls aus Beton. Für das Kunstwerk erhielt die Künstlerin 2006 – als erste Frau – den mit 50.000 Euro dotierten „mfi Preis Kunst am Bau“. Seit dem Jahr 2015 nimmt die Installation jährlich am Tag des offenen Denkmals teil.
Im Jahr 2008 fand ein internationales Holzbildhauersymposium unter dem Motto „Acht Türme für die Silberhöhe“ statt, dessen Ergebnisse nördlich des Anhalter Platzes aufgestellt wurden. Weitere Kunstwerke sind die „Große weibliche Figur mit Tuch“ von Bernd Göbel (1981), der Wasserspielbrunnen „Früchte des Meeres“ (1995) von Michael Weihe das „Labyrinth über blauem Garten“ von Hartmut Renner & Rainer Henze (1997) oder auch die Metall-Emaille-Gruppe „Familie“ (2012) von Heike Lichtenberg.
Seit 2003 besteht die Spielstätte des Theater Anna-Sophia, das neben Puppentheaterinszenierungen auch Werkstatttage und Kinderveranstaltungen anbietet.

## Verkehr
Am Nordrand des Stadtteils liegt der Haltepunkt Halle-Silberhöhe an der Bahnstrecke Halle–Kassel, der von den S-Bahn-Linien S 3 Wurzen – Leipzig – Halle Hbf – Halle-Nietleben halbstündlich sowie S 7 Halle Hbf – Teutschenthal – Lutherstadt Eisleben stündlich bedient wird. Zudem verläuft in Nord-Süd-Richtung die Trasse der Straßenbahn Halle (Saale) durch den Stadtteil, auf der zwei Linien jeweils im 15-Minuten-Takt fahren. Angesichts der stabilen Einwohnerentwicklung soll auch langfristig das Angebot nicht eingeschränkt werden.